# Dios, patria y familia

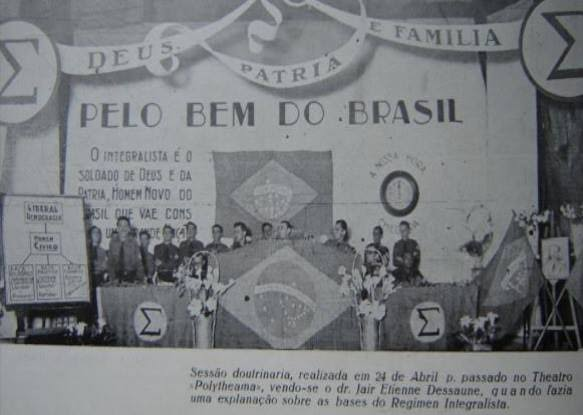
Sesión doctrinal celebrada en Brasil por la Acción Integralista Brasileña en la década de 1930. La imagen al fondo dice Deus, pátria e família.

«Dios, patria y familia» es un lema que refleja los valores tradicionales de ciertos movimientos político/sociales conservadores con expresión cristiana.
El lema se ha utilizado en círculos políticos de derecha después de la Segunda Guerra Mundial, tanto italianos como Dio, patria e famiglia, como portugueses y brasileños como Deus, Pátria e Família, húngaros como Isten, Haza, Család, y anglosajones como God, Homeland, Family.

## Orígenes
Las primeras apariciones del eslogan datan de algunos escritos del siglo XIX, como en Los deberes del hombre de Giuseppe Mazzini, donde es utilizado con la palabra «Humanidad» añadida: «Quiero hablaros, como me dicta mi corazón, de las cosas más santas que conocemos, de Dios, de la Humanidad, de la Patria, de la Familia»; o en el ensayo filosófico Nuevos discursos del tiempo o Familia, Patria y Dios de Augusto Conti en 1897. También es un tema recurrente en algunos de los escritos de Giosuè Carducci.

## Uso por país

### Italia
Con la llegada del fascismo a Italia, el lema tomó forma con fines de propaganda y políticos. Se pueden encontrar señales de ello en un texto educativo para escuelas primarias de 1928, y en una revista de propaganda de guerra que data de 1940 durante la Segunda Guerra Mundial, en esta última como lema de oposición al bolchevismo. El mismo escrito también está presente en algunos edificios y palacios construidos o que datan de la Italia fascista.

### Portugal
En Portugal, el lema Deus, pátria e família definió la ideología del Estado Nuevo a partir de la década de 1920, período en el que el país vivió bajo un régimen político estatal dictatorial, autoritario, autocrático y corporativista que estuvo vigente durante más de cuatro décadas. Constituyó la llamada «Trilogía de Salazar», con sus raíces en un breve discurso de 50 palabras pronunciado por el futuro Jefe del Consejo en 1926. Fue utilizado, en este sentido, como lema del Movimiento de Mujeres Portuguesas.
El lema fue la inspiración para la exposición titulada Adeus Pátria e Família («Adiós Patria y Familia»), celebrada en el Museo de Aljube, celebrando los primeros 40 años de la despenalización de la homosexualidad en Portugal, en reconocimiento al camino de resistencia recorrido para alcanzar los derechos LGBT+.

### Brasil

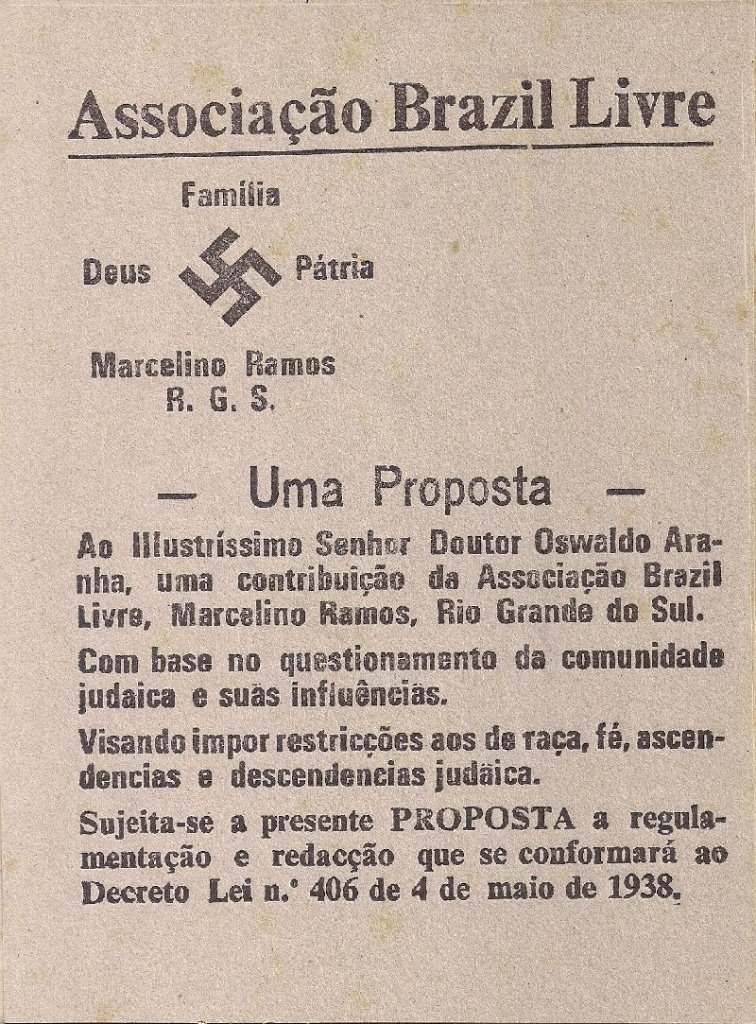
En 1938, se votó en Brasil una ley que regularía la entrada de extranjeros al país. La Associação Brasil Livre, cuyo lema era «Dios, Familia, Patria», hizo una petición al ministro Osvaldo Aranha de prohibir la entrada de judíos a Brasil.

En Brasil, este lema reunió las propuestas de Ação Integralista Brasileira, movimiento conocido como «fascismo brasileño», que fue fundado en 1932. En este contexto, el término «Dios» indicaría la influencia religiosa cristiana de los integralistas, ya que era Dios «quien dirigía el destino del pueblo». El término «patria», a su vez, fue definido como «nuestro hogar» y los integralistas pretendían lograr la unidad mediante la constitución de un Estado «integral», que legitimaba el nombre del movimiento. Finalmente, se presentó el término «familia» como la unidad más pequeña de organización social, sería el «principio y fin de todo» así como la garantía del mantenimiento de la tradición.

#### Uso moderno
Desde inicios del siglo XXI, el lema ha sido adoptado por Carecas do ABC, una pandilla de skinheads que, si bien acepta miembros negros, aborrece a varios otros grupos como los roqueros de pelo largo, los extranjeros y los homosexuales.
El lema volvió a aparecer a finales de la década de 2010 y principios de la de 2020, más concretamente durante la campaña para diputado federal en las elecciones generales de Brasil de 2018, cuando el entonces candidato Levy Fidelix, presidente del Partido Renovador Laborista Brasileño (PRTB), utilizó el lema. El partido de Fidelix era uno de los partidos que contaba con miembros del Frente Integralista Brasileño (FIB).

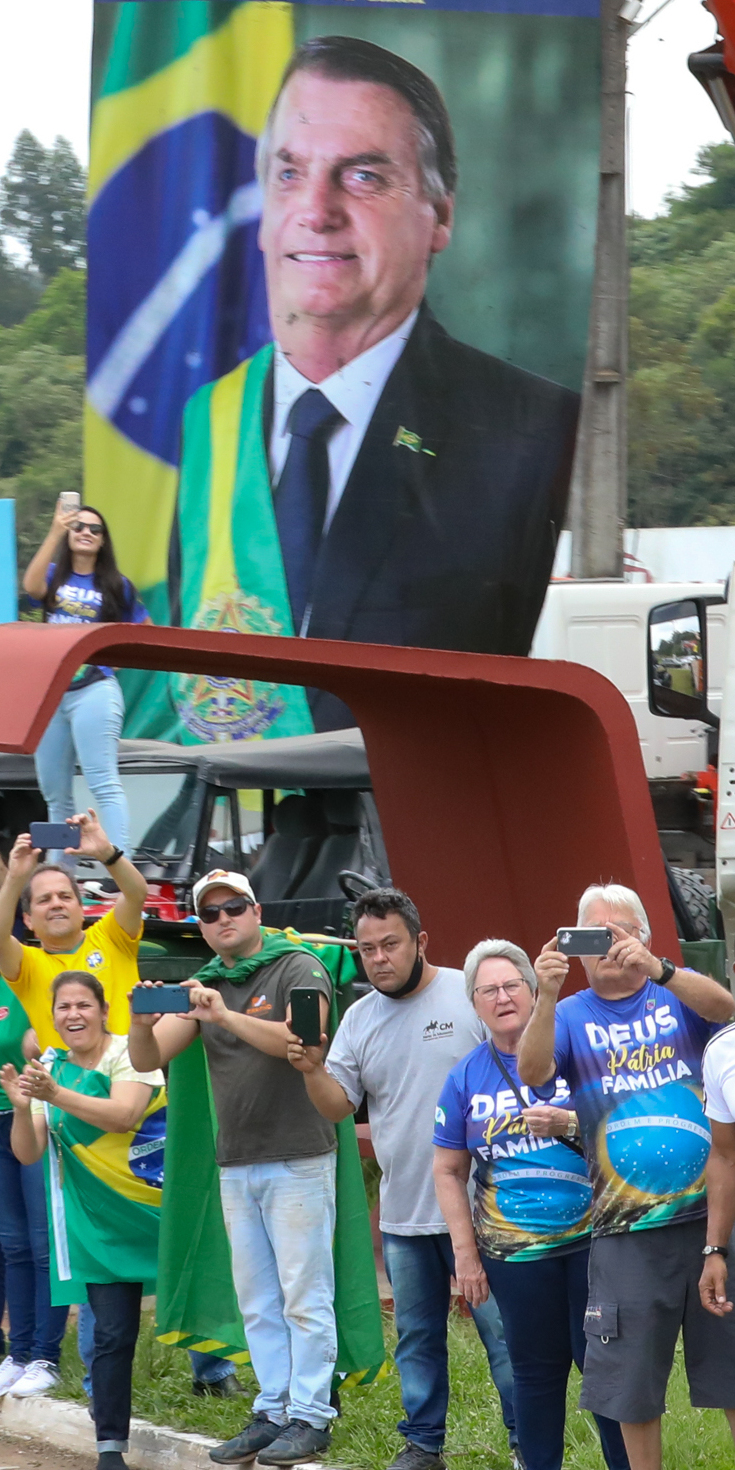
Manifestación a favor de Jair Bolsonaro en Piraí do Sul en 2021; la camiseta azul llevada por algunas personas en la imagen lleva el lema Deus, pátria, família («Dios, patria, familia»).

El político Jair Bolsonaro, en ocasiones, utilizó la consigna en distintos momentos. En 2019, el lema fue utilizado en un intento de crear un partido llamado Alianza por Brasil, posteriormente, se agregó la palabra «libertad», incluso diciéndolo en un discurso ante la Organización de las Naciones Unidas (ONU). El lema Deus, pátria, família e liberdade («Dios, patria, familia y libertad») también fue utilizado en 2022 por el entonces candidato a presidente de la República por el Partido Laborista Brasileño (PTB) Kelmon Luís da Silva Souza, un autoproclamado sacerdote ortodoxo que incluso habló en una Congreso organizado por el FIB. Además, PTB fue la sigla elegida por los miembros de la FIB en 2021.
En este contexto, Antonio Scurati, premiado escritor y académico italiano, dijo sobre el hecho de que Bolsonaro utilice el lema «Dios, patria, familia» en plena campaña a las elecciones generales de Brasil de 2022:

Me parece impactante que, en 2022, este lema pueda existir. Esto es lo que demuestra claramente que se trata de una cultura política reaccionaria. Este lema proviene del pensamiento de Giuseppe Mazzini, uno de los padres de la unificación italiana. En su concepción, asume un significado de emancipación. Hoy, dos siglos después, significa proponer una perspectiva de retorno a una sociedad en la que el padre toma su autoridad del padre de la patria, quien la recibe directamente de Dios. Significa que hay un solo Dios, un solo país y un solo tipo de familia. Un eslogan muy utilizado por Mussolini durante 20 años de fascismo.
Antonio Scurati.

Para Wesley Espinosa Santana, por su parte, historiador, sociólogo y profesor de la Universidad Presbiteriana Mackenzie, además del uso del lema «Dios, patria y familia», también es posible hacer una analogía con el uso de la camiseta de la selección brasileña de fútbol en las manifestaciones políticas de derecha hoy con el uniforme verde de los integralistas de Plínio Salgado.

Tenemos una situación muy similar: Bolsonaro diciendo que es dueño del amarillo-verde, que quien lo apoya es Brasil y quien está en contra de él no es Brasil. Esto es integralismo puro, psicológico y simbólico. El discurso es: 'O estás conmigo o estás contra el país'. El fascio italiano y la AIB lo predijeron, en medio de la tríada «Dios, patria, familia».
Wesley Espinosa Santana.

## Lectura adicional
- ALMEIDA, J. P. M. "Deus, pátria, família: os sentidos do fascismo brasileiro ". RUA, Campinas, SP, v. 28, núm. 2, 2022.
- SILVA, Leandro Rattón Pires da. Deus, pátria e família: integralismo e catolicismo em Belo Horizonte, 2010.
- SIMÕES, Solange de Deus. Deus, Pátria e Família: as mulheres no golpe de 1964. Petrópolis: Vozes, 1985.
- Dio, patria e famiglia - dopo il declino, Marcello Veneziani, Mondadori, 2012

- Datos: Q114251470
- Multimedia: Deus, pátria e família / Q114251470